# 老師的時間
《老師的時間》是日本漫畫家百瀨球美以四格漫畫形式創作的日本漫畫作品。於竹書房的《まんがライフMOMO》連載。

## 登場人物

### 2年A班
鈴木美香（聲：南央美）
作中主人公。通稱「美香老師」。身高148cm。雙魚座。血型B型。27歲。興趣是讀書。
娃娃臉，身高只有148cm的幼兒體型（其後在漫畫第9卷中的身體檢查中，測量出147cm，矮了1cm），身穿童裝的話會被誤認是中小學生，但內在是27歲的大人（如體能）。
北川理央（聲：山崎和佳奈）
通稱「北川」。水瓶座。AB型。興趣是秘密。成績優秀。
根據本人的發言，喜歡「嬌小、可愛、有點奇妙」的東西。身材出眾，金髮的美少女。女同性戀，蘿莉控，對男性沒興趣。
工藤雄一（聲：上田祐司）
通稱「工藤」。天秤座。AB型。美少年，表示自己是男同性戀。
成績優秀。在當初參加高中入學考試時對末武一見鍾情，導致考試時無法集中精神，勉強合格。
喜歡日本文學，特別喜歡三島由紀夫的《假面的告白》，另外也喜歡作家稻垣足穗及福永武彦。
想像力豐富，經常把自己和末武的對話曲解，最後興奮過度，導致流鼻血之類的變態行徑。
小林茜（聲：川上倫子）
通稱「小林」。白羊座。O型。興趣是時尚流行。自稱「女高中生之王」，沒有時尚觸覺。
末武健太（聲：山口勝平）
通稱「末武」。獅子座。B型。興趣是運動。足球部成員。三兄弟的老三。
關讓治（聲：子安武人（廣播劇）／谷山紀章（動畫））
通稱「關」。身高175cm。重量60kg。射手座。O型。興趣是自己。
富永美奈子（聲：榎本温子（廣播劇）／植田佳奈（動畫））
通稱「富永」。處女座。 A型。興趣是料理。料理Club成員。漫畫第6卷後被小林及關稱為「阿富」。
看起來是容姿端麗的千金小姐系女高中生，但喜怒哀樂的表情不多。性格對任何事也很嚴厲，毒舌家。
中村元（聲：岩田光央）
通稱「老爹」。金牛座。 O型。興趣是賭博（特別是賭賽車）及讀書（特別是科幻小說）。現時對相機有興趣。
流靜（聲：大谷育江）
通稱「班長」。天蠍座。 O型。性格認真，成績優異。戴著眼鏡、束著麻花辮的優等生，實際上有著狂熱歌迷的一面，特別是偶像團體「Sunyanpu」的克羅的超級狂熱者。
渡部匠（聲：岡野浩介）
通稱「渡部」。
安東尼·M·張伯倫（Anthony M.Chamberlain，聲：森久保祥太郎）
通稱「安東尼」。
遠藤久里子

### 教職員
松本琳達（聲：渡邊久美子）
新川（聲：羽多野涉）
堀鳩子（聲：野中藍）
野田
真銅
高橋
藤岡（聲：石野龍三）

### 其他學生
中山千夏（聲：清水香里）
排球部的學生們

### 鈴木家
美香爸爸（聲：梅津秀行（廣播劇）／宗矢樹賴（動畫））
美香媽媽（聲：一城みゆ希）

### 其他
蘇珊
由衣
Sunyanpu（聲：柿原徹也（克羅））

## 出版書籍
| 集數 | 竹書房         | 竹書房                                                  | 竹書房 |
| 集數 | 發售日期       | ISBN                                                    |        |
| ---- | -------------- | ------------------------------------------------------- | ------ |
| 1    | 1999年3月27日  | ISBN 4-8124-5284-8                                      |        |
| 2    | 2000年8月7日   | ISBN 4-8124-5421-2                                      |        |
| 3    | 2001年11月7日  | ISBN 4-8124-5569-3                                      |        |
| 4    | 2003年7月7日   | ISBN 4-8124-5822-6                                      |        |
| 5    | 2004年5月15日  | ISBN 4-8124-5955-9 ISBN 4-8124-5956-7（特裝版）         |        |
| 6    | 2005年10月27日 | ISBN 4-8124-6292-4                                      |        |
| 7    | 2008年5月27日  | ISBN 978-4-8124-6832-6                                  |        |
| 8    | 2008年11月27日 | ISBN 978-4-8124-7008-4                                  |        |
| 9    | 2009年12月26日 | ISBN 978-4-8124-7212-5                                  |        |
| 10   | 2011年12月27日 | ISBN 978-4-8124-7725-0                                  |        |
| 11   | 2012年10月27日 | ISBN 978-4-8124-8022-9                                  |        |
| 12   | 2013年7月26日  | ISBN 978-4-8124-8358-9 ISBN 978-4-8124-8359-6（特裝版） |        |

## 動畫

### 製作人員
※TV動畫版及DVD動畫GOLD版共通。
- 原作：百瀨球美
- 監督：岩崎良明
- 系列構成：白根秀樹
- 角色設計：中原清隆
- 美術監督：廣瀨義憲
- 色彩設定：兒玉尚子
- 撮影監督：松田成志
- 編集：瀨山武司
- 音響監督：渡邊淳
- 音楽：平野義久
- 製作人：伊藤明博、遊佐和彦、小川智弘、松倉友二
- 動畫制作協力：スタジオマトリックス
- 動畫制作：J.C.STAFF
- 製作：せんせいのお時間製作委員会

### 主題曲
TV動畫版
片頭曲
作詞：TAPIKO／作曲：POM／編曲：can/goo、時乗浩一郎／歌：can/goo
片尾曲
作詞、作曲：TOM／編曲：光宗信吉／歌：DROPS
DVD動畫GOLD版
片頭曲
作詞：MARIA／作曲：山田正人／編曲：D.R.Y／歌：DROPS
片尾曲
作詞：MARIA／作曲：山田正人／編曲：D.R.Y／歌：和田琢磨

### 各話標題
| 話數          | 日文標題                                                  | 中文標題                                        | 腳本         | 分鏡           | 演出           | 作畫監督        |
| TV動畫版      | TV動畫版                                                  | TV動畫版                                        | TV動畫版     | TV動畫版       | TV動畫版       | TV動畫版        |
| ------------- | --------------------------------------------------------- | ----------------------------------------------- | ------------ | -------------- | -------------- | --------------- |
| 1             | 興津高校2A登場の巻                                        | 興津高校二年A班登場之卷                         | 白根秀樹     | 岩崎良明       | 成田歳法       | 中原清隆        |
| 2             | 測って投げて打っての巻                                    | 檢查、投球、打擊之卷                            | 白根秀樹     | 岩崎良明       | 畠山茂樹       | 飯飼一幸        |
| 3             | 水着で試験 ポロリもあるよの巻                             | 游泳、測驗及期末考之卷                          | 木村暢       | 大和直道       | 大和直道       | 昆富美子        |
| 4             | みか先生の夏物語の巻                                      | 美香老師的夏日物語之卷                          | ときたひろこ | 水草一馬       | 雄谷将仁       | 村上勉          |
| 5             | 夏過ぎて、藝術の秋の巻                                    | 夏天過了是藝術之秋之卷                          | 鈴木雅詞     | 大西景介       | 大西景介       | 飯飼一幸        |
| 6             | 文化祭は文化の祭の巻                                      | 文化祭是文化的祭典之卷                          | 白根秀樹     | 成田歳法       | 成田歳法       | 原由美子        |
| 7             | サンタギャル 振袖羽根突き お年玉の巻                      | 聖誕女孩、穿振袖打毽球、壓歲錢之卷              | 木村暢       | ヤマトナオミチ | ヤマトナオミチ | 飯飼一幸        |
| 8             | 冬来たりなば春遠からじ?の巻                               | 冬至春亦不遠？之卷                              | ときたひろこ | 佐藤昌文       | 佐藤昌文       | 昆富美子        |
| 9             | 涙、涙の卒業式の巻                                        | 充滿眼淚的畢業典禮之卷                          | 鈴木雅詞     | 一分寸僚安     | 雄谷将仁       | 村上勉          |
| 10            | 興津-京都生徒失踪事件! 〜愛憎渦巻く古都の旅の巻           | 興津京都學生失蹤事件！～愛恨交織的古都之旅之卷  | 白根秀樹     | ヤマトナオミチ | ヤマトナオミチ | 飯飼一幸        |
| 11            | 雨のち晴れ、ところにより教育実習の巻                      | 雨後轉晴部分地區有教育實習之卷                  | 木村暢       | 箕ノ口克己     | 箕ノ口克己     | 宇都木勇 武内啓 |
| 12            | 恐怖体験、真夏の課外活動! の巻                            | 恐怖體驗，夏日的社團活動！之卷                  | 鈴木雅詞     | 佐藤昌文       | 佐藤昌文       | 飯飼一幸        |
| 13            | 夏・湘南・さよならは言わないでの巻                        | 夏日·湘南·不要說再見之卷                        | 白根秀樹     | 福島十三       | 福島十三       | 原由美子        |
| DVD動畫GOLD版 |                                                           |                                                 |              |                |                |                 |
| 1             | 留学生と興津暗黒街の巻                                    | 留學生與興津黑街故事之卷                        | 白根秀樹     | 小島多美子     | 奥村吉昭       | 武内啓          |
| 2             | 体育祭スペシャル! の巻                                    | 運動會特別篇！之卷                              | ときたひろこ | 大槻敦史       | 大槻敦史       | 昆富美子        |
| 3             | 大家族と幻のとんこつラーメンの巻 みか姉ちゃんの家出? の巻 | 大家族與幻之豚骨拉麵之卷 美香姊姊離家出走？之卷 | 伊藤美智子   | 畠山茂樹       | 畠山茂樹       | 飯飼一幸        |
| 4             | 妖怪バスター エカテリーナ流 またの名を委員長の巻          | 妖怪剋星「葉卡潔琳娜‧流」，又名班長之卷         | 木村暢       | 眉月裕         | 雄谷将仁       | 村上勉          |
| 5             | せんせい版 SF 魔法時代劇 〜 興津ミレニアム・バトル! の巻  | 老師版科幻魔法時代劇～興津千禧之戰!之卷         | 白根秀樹     | 佐藤昌文       | 畠山茂樹       | 原由美子        |
| 6             | 文化祭 大作戦!! の巻                                      | 文化祭大作戰！之卷                              | 鈴木雅詞     | ヤマトナオミチ | ヤマトナオミチ | 草刈大介        |
| 7             | 小さき者、旅立ちの興津の巻                                | 小小人兒，興津之旅之卷                          | 白根秀樹     | 岩崎良明       | 岩崎良明       | 中原清隆        |

## 外部連結
- StarChild：せんせいのお時間 （页面存档备份，存于）（日語）
- せんせいのお時間（J.C.STAFF オフィシャルページ）（日語）
- まんがライフMOMO（日語）